# جوزيف د. كيرنان
جوزيف د. كيرنان (بالإنجليزية: Joseph D. Kernan)‏ هو ضابط أمريكي، ولد في 4 فبراير 1955 في Travis Air Force Base ‏ في الولايات المتحدة.